# Podróż apostolska Jana Pawła II do Irlandii i Stanów Zjednoczonych
3. podróż apostolska Jana Pawła II odbywała się od 29 września do 8 października 1979. Papież odwiedził Irlandię oraz Stany Zjednoczone Ameryki.

## Przebieg pielgrzymki

### Irlandia
Rozpoczęła się ona oficjalnym powitaniem na lotnisku w Dublinie 29 września. Tego dnia Jan Paweł II odprawił mszę św. w Phoenix Park w Dublinie, wziął udział w spotkaniu modlitewnym w Drogheda, gdzie zaapelował o pokój i pojednanie. W klasztorze dominikanek w Cabra miało miejsce spotkanie ekumeniczne. Następnego dnia papież odprawił mszę św. dla młodzieży w Galway (300 tys. młodych) oraz drugą w sanktuarium maryjnym w Knock (500 tys.). 1 października po odwiedzeniu miasteczka uniwersyteckiego w Maynooth Jan Paweł II sprawował eucharystię na stadionie Greenpark w Limerick. Tego samego dnia, po oficjalnym pożegnaniu na lotnisku Shannon, papież odleciał do Ameryki.
Celem pielgrzymki było umocnienie w wierze Kościoła Irlandii oraz uczczenie obchodów 100-lecia sanktuarium w Knock.

### Stany Zjednoczone
Papież przyleciał do Stanów Zjednoczonych 1 października. Został przywitany przez żonę prezydenta Rosalynn Carter na lotnisku w Bostonie. Tego dnia Jan Paweł II odprawił mszę św. dla ok. 1 mln wiernych w parku Boston Common. 2 października papież przemówił na Sesji Zgromadzenia Ogólnego w siedzibie ONZ w Nowym Jorku, nawiedził katedrę św. Patryka oraz odprawił mszę św. na Yankee Stadium dla ok. 90 tys. wiernych. Następnego dnia miały miejsce spotkania z wiernymi i msza św. w Filadelfii w parku Logan Circle z udziałem 1,5 mln uczestników. 4 października papież nawiedził grób św. Johna Nepomucena Neumana oraz odprawił mszę w Civic Center. Tego samego dnia Jan Paweł II sprawował jeszcze jedną eucharystię w Des Moines dla 800 tys. wiernych. 5 października papież spędził w Chicago. 6 października udał się do Waszyngtonu, gdzie w Białym Domu spotkał się z prezydentem Jimmym Carterem. 7 października po nawiedzeniu sanktuarium Niepokalanego Poczęcia i mszy w Mall papież odleciał z lotniska Andrews do Rzymu.
Celem pielgrzymki do Ameryki było umocnienie w wierze Kościoła Stanów Zjednoczonych Ameryki Północnej oraz wizyta w siedzibie Organizacji Narodów Zjednoczonych.